# Лола Янг
Лола Янг (англ. Lola Young; нар. 4 січня 2001) — англійська співачка та авторка пісень.

## Біографія
Лола Янг народилася 4 січня 2001 року, у місті Кройдон, Велика Британія.
Вона написала свою першу пісню — оду Санта-Клаусу — коли їй було 11. «Вона не була чудовою, але це був початок мого розвитку», — сказала Лола.
Глибокий, експресивний вокал Лоли Янг уже встигли порівняти з Адель та Емі Вайнгауз.
Лола Янг підписала контракт з лейблом Island Records.
У 2019 році вийшов мініальбом Лоли Янг, Intro.
У 2020 році з'явився мініальбом Renaissance. У 2021 році — мініальбом After Midnight.
Перший повноформатний студійний альбом Лоли Янг вийшов у 2023 році.
У 2021 році Лола Янг була номінована на премію Brit Award for Rising Star.
У 2021 році Лола Янг записала кавер-версію на хіт 1980-х років «Together in Electric Dreams» із уповільненим аранжуванням.
Згодом виник скандал, коли альт-фолк дует Portraits звинуватив роздрібного продавця Джона Льюїса в використанні їхньої кавер-версії пісні «Together in Electric Dreams», записаної у 2020 році. Джон Льюїс відкинув усі звинувачення.
У 2022 році Лола Янг посіла четверте місце в BBC Sound of 2022.

### Вплив
Лола Янг зазначила, що виросла, слухаючи таких виконавців, як Джоні Мітчелл (Joni Mitchell), Прінс (Prince), Френк Оушен (Frank Ocean) та Андерсон Пак (Anderson Paak).

## Дискографія
Студійні альбоми
- My Mind Wanders and Sometimes Leaves Completely (2023)

Міні-альбоми
- Intro (2019)
- Renaissance (2020)
- After Midnight (2021)

Сингли
- «6 Feet Under» (2019)
- «Blind Love» (2019)
- «Pick Me Up» (2020)
- «None For You» (2020)
- «Same Bed» (2020)
- «Woman» (2020)
- «Ruin My Make Up» (2021)
- «Bad Tattoo» (2021)
- «Pill or a Lullaby (4AM Till Sunrise)» (2021)
- «Blue (2AM)» (2021)
- «Fake» (2021)
- «Together in Electric Dreams» (2021)
- «So Sorry» (2022)
- «Stream of Consciousness» (2022)
- «Annabel's House» (2023)
- «Don't Hate Me» (2023)
- «What Is It About Me» (2023)
- «Money» (2023)
- «Revolve Around You» (2023)
- «Conceited» (2023)
- «Wish You Were Dead» (2024)
- «Intrusive Thoughts» (2024)
- «Big Brown Eyes» (2024)